# Tadeusz Dowgird
Tadeusz Dowgird (tiếng Litva: Tadas Daugirdas; sinh ngày 27 tháng 2 năm 1852 tại Torbino - mất ngày 29 tháng 10 năm 1919 tại Kaunas) là một họa sĩ và nhà khảo cổ học người Ba Lan-Litva.

## Tiểu sử
Tadeusz Dowgird học nghệ thuật ở Vilnius (từ năm 1869), St. Petersburg (1870 - 1872) và Munich (1872 - 1876). Năm 1882, Dowgird tham gia Hiệp hội Văn học và Nghệ thuật Courland. Ông trở thành giám đốc của Bảo tàng thành phố Kaunas vào năm 1909.
Năm 1919, Dowgird trở thành Chủ tịch Ủy ban khảo cổ học Nhà nước (VAK). Vào tháng 2 năm 1919, bộ sưu tập tem bưu chính Litva đầu tiên, do Dowgird và họa sĩ Kazimieras Šimonis thiết kế, được xuất bản tại Berlin.

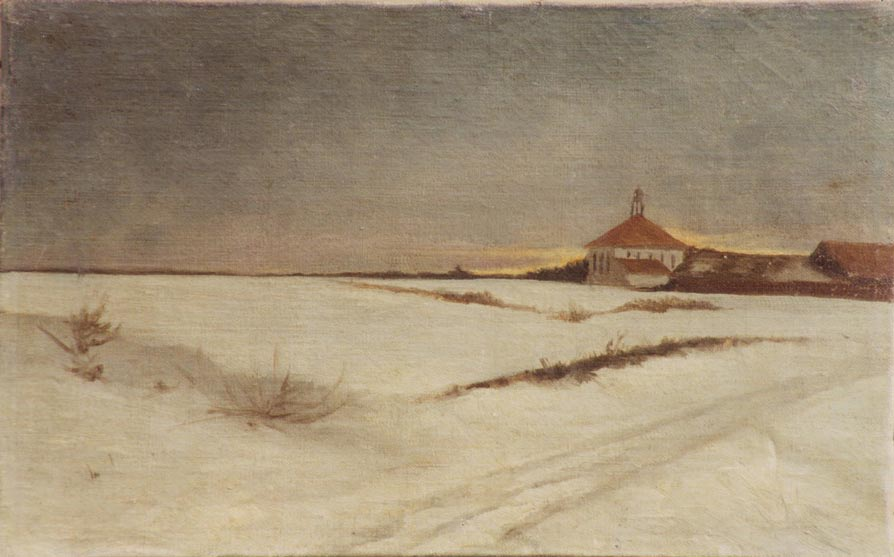
Phong cảnh mùa đông
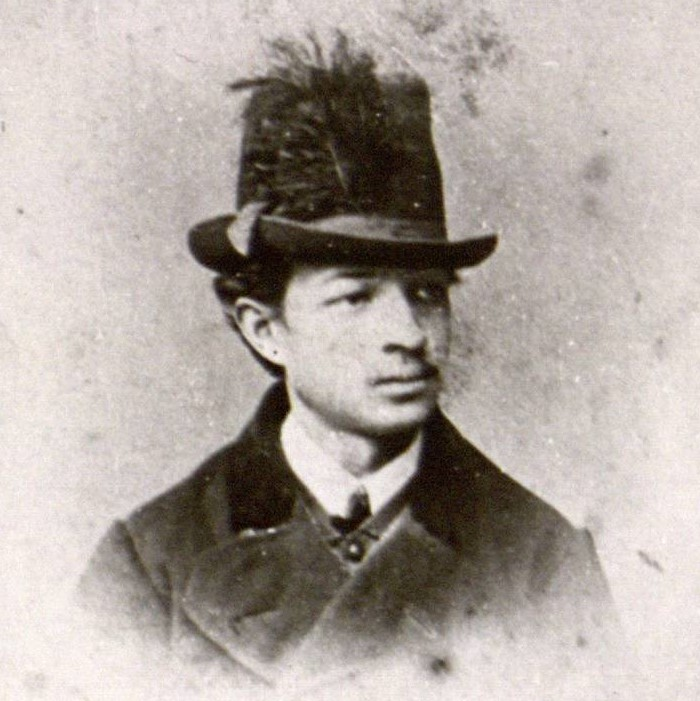
Tadeusz Dowgird, 1890.